# Pedro Lisbona Alonso
Pedro Lisbona Alonso (Argavieso, 5 de julio de 1881-Barcelona, 2 de enero de 1955) fue un sacerdote y periodista español.

## Biografía
Estudió en los seminarios de Vich y de Barcelona. Fue redactor de un semanario titulado El Rusinyol, editado en Badalona. Posteriormente fue colaborador del diario carlista El Correo Catalán, empleando el pseudónimo de «Elias Sanpon Barbool». Representó al diario en la Asamblea Nacional de Buena Prensa de Zaragoza en 1908 y fue nombrado redactor jefe en 1909. En la década de 1920 accedió al cargo de subdirector, el cual ejerció hasta 1936.
Enemigo del separatismo, lo combatió incansablemente en la prensa desde el año 1917 y fue promotor del semanario La Protesta (1923-1926), vinculado a los Sindicatos Libres y al jaimismo.
El papa Benedicto XV le otorgó en 1922 el título de camarero pontificio con tratamiento de «monseñor». En 1929 fue presidente de la Prensa en la Exposición Internacional de Barcelona.
Durante la Segunda República, fue miembro del Consejo de Cultura de la Comunión Tradicionalista presidido por Víctor Pradera.
Al estallar la Guerra Civil Española fue detenido y condenado a muerte, pero se le conmutó la pena. Pasó toda la guerra en la cárcel de Figueras. Cuando entraron las tropas franquistas en Cataluña, fue liberado y se reincorporó en la redacción de El Correo Catalán. Aceptó el Decreto de Unificación, y en 1939 fue nombrado miembro de la Comisión Gestora de Barcelona, pasando después a la Junta Directiva de la misma.
Monseñor Lisbona organizó varias peregrinaciones a Roma y pronunció numerosas conferencias, entre las que se destacó una pronunciada en Vich acerca de «El Criterio» de Jaime Balmes. Además de periodista, fue capellán y profesor de varios colegios y de la Escuela de Periodismo de Barcelona. Fue condecorado con las cruces de la Orden de la Legitimidad Proscrita y de la Orden de San Raimundo de Peñafort. Y con la Orden de San Carlos Borromeo por parte del pretendiente carlista Carlos VIII.[cita requerida]